# دیلر
دیلر (عربی: الديلر) یک فیلم است که در سال ۲۰۱۰ منتشر شد. از بازیگران آن می‌توان به احمد السقا اشاره کرد.